# Al Bahah
Al Bahah es una localidad de Arabia Saudita, capital de la región homónima.

## Demografía
Según estimación 2010 contaba con 104266 habitantes.